# Invariante di Riemann
In matematica, un invariante di Riemann è una variabile introdotta per facilitare lo studio di un sistema di leggi di conservazione. Le invarianti di Riemann sono costanti lungo le curve caratteristiche di un'equazione alle derivate parziali.
Sono state ricavate da Bernhard Riemann in un lavoro sulle onde piane nell'ambito della dinamica dei gas.

## Descrizione
Si consideri il sistema di equazioni di conservazione:
{\displaystyle l_{i}\left(A_{ij}{\frac {\partial u_{j}}{\partial t}}+a_{ij}{\frac {\partial u_{j}}{\partial x}}\right)+l_{j}b_{j}=0}
dove {\displaystyle A_{ij}} e {\displaystyle a_{ij}} sono elementi delle matrici {\displaystyle A} e {\displaystyle a}, mentre {\displaystyle l_{i}} e {\displaystyle b_{i}} sono elementi di vettori colonna. Introducendo il campo vettoriale {\displaystyle (\alpha ,\beta )} si può riscrivere l'equazione nella forma:
{\displaystyle m_{j}\left(\beta {\frac {\partial u_{j}}{\partial t}}+\alpha {\frac {\partial u_{j}}{\partial x}}\right)+l_{j}b_{j}=0}
Parametrizzando {\displaystyle x} e {\displaystyle t}:
{\displaystyle x=X(\eta )\qquad t=T(\eta )}
i termini tra parentesi si possono riscrivere come il risultato di una derivata totale:
{\displaystyle {\frac {du_{j}}{d\eta }}=T'{\frac {\partial u_{j}}{\partial t}}+X'{\frac {\partial u_{j}}{\partial x}}}
con:
{\displaystyle \alpha =X'(\eta )\qquad \beta =T'(\eta )}
In questo modo l'equazione può essere scritta in forma caratteristica:
{\displaystyle m_{j}{\frac {du_{j}}{d\eta }}+l_{j}b_{j}=0}
in cui devono essere soddisfatte le condizioni:
{\displaystyle l_{i}A_{ij}=m_{j}T'\qquad l_{i}a_{ij}=m_{j}X'}
dove {\displaystyle m_{j}} può essere rimosso per fornire:
{\displaystyle l_{i}(A_{ij}X'-a_{ij}T')=0}
Se {\displaystyle A} è la matrice identità l'equazione di partenza in forma omogenea è:
{\displaystyle {\frac {\partial u_{i}}{\partial t}}+a_{ij}{\frac {\partial u_{j}}{\partial x}}=0}
che in forma caratteristica si scrive:
{\displaystyle l_{i}{\frac {du_{i}}{dt}}=0}
con:
{\displaystyle {\frac {dx}{dt}}=\lambda }
dove {\displaystyle l} è l'autovettore sinistro di {\displaystyle A} e {\displaystyle \lambda } che soddisfa:
{\displaystyle |A-\lambda \delta _{ij}|=0}
Per semplificare tali equazioni si può utilizzare una trasformazione tale che:
{\displaystyle {\frac {dr_{i}}{dt}}=l_{i}{\frac {du_{i}}{dt}}}
in modo da ottenere:
{\displaystyle \mu l_{i}du_{i}=dr_{i}}
dove un fattore di integrazione {\displaystyle \mu } può essere inoltre moltiplicato per semplificare l'integrazione. Il sistema assume la forma caratteristica:
{\displaystyle {\frac {dr_{i}}{dt}}=0\qquad {\frac {dx}{dt}}=\lambda _{i}}
che è equivalente al sistema diagonale:
{\displaystyle r_{t}^{k}+\lambda _{k}r_{x}^{k}=0\qquad k=1,\dots ,N}
la cui soluzione può essere fornita dal metodo odografico generalizzato.

## Esempio
Si considerino le Equazioni di Eulero scritte un termini di densità {\displaystyle \rho } e velocità {\displaystyle u}:
{\displaystyle \rho _{t}+\rho u_{x}+u\rho _{x}=0}
{\displaystyle u_{t}+uu_{x}+(c^{2}/\rho )\rho _{x}=0}
dove {\displaystyle c} è la velocità del suono introdotta assumendo che ci si trovi di fronte ad un processo isentropico. 
Il sistema può essere riscritto in forma matriciale:
{\displaystyle \left({\begin{matrix}\rho \\u\end{matrix}}\right)_{t}+\left({\begin{matrix}u&\rho \\{\frac {c^{2}}{\rho }}&u\end{matrix}}\right)\left({\begin{matrix}\rho \\u\end{matrix}}\right)_{x}=\left({\begin{matrix}0\\0\end{matrix}}\right)}
Si identifichi la matrice  {\displaystyle \mathbf {A} } come:
{\displaystyle A=\left({\begin{matrix}u&\rho \\{\frac {c^{2}}{\rho }}&u\end{matrix}}\right)}
di cui si devono ricavare autovalori ed autovettori.
Gli autovalori vanno ricavati a partre da: 
{\displaystyle \lambda ^{2}-2u\lambda +u^{2}-c^{2}=0}
e risultano essere:
{\displaystyle \lambda =u\pm c}
e gli autovettori trovati sono:
{\displaystyle \left({\begin{matrix}1\\{\frac {c}{\rho }}\end{matrix}}\right),\left({\begin{matrix}1\\-{\frac {c}{\rho }}\end{matrix}}\right)}
Dove gli invarianti di Riemann sono:
{\displaystyle r_{1}=J_{+}=u+\int {\frac {c}{\rho }}d\rho ,}
{\displaystyle r_{2}=J_{-}=u-\int {\frac {c}{\rho }}d\rho ,}
(le notazioni {\displaystyle J_{+}} and {\displaystyle J_{-}} sono ampiamente diffuse nella gasdinamica). 
Per un gas perfetto con calore specifico costante, si possono ottenere gli invarianti di Riemann attraverso la relazione {\displaystyle c^{2}={\text{const}}\,\gamma \rho ^{\gamma -1}}, dove {\displaystyle \gamma } gamma è il coefficiente di dilatazione adiabatica.
{\displaystyle J_{+}=u+{\frac {2}{\gamma -1}}c,}
{\displaystyle J_{-}=u-{\frac {2}{\gamma -1}}c,}
che portano alle equazioni:
{\displaystyle {\frac {\partial J_{+}}{\partial t}}+(u+c){\frac {\partial J_{+}}{\partial x}}=0}
{\displaystyle {\frac {\partial J_{-}}{\partial t}}+(u-c){\frac {\partial J_{-}}{\partial x}}=0}
In altre parole, 
{\displaystyle {\begin{aligned}&dJ_{+}=0,\,J_{+}={\text{const}}\quad {\text{along}}\,\,C_{+}\,:\,{\frac {dx}{dt}}=u+c,\\&dJ_{-}=0,\,J_{-}={\text{const}}\quad {\text{along}}\,\,C_{-}\,:\,{\frac {dx}{dt}}=u-c,\end{aligned}}}
dove {\displaystyle C_{+}} e {\displaystyle C_{-}} sono le curve caratteristiche. 
Queste possono essere risolte attraverso le trasformazioni odografe (hodograph transformation). 
Nel piano odografo, se tutte le linee caratteristiche collassano in una singola curva, si ottengono delle curve semplici (simple waves). 
Se la forma matriciale del sistema è scritto nella forma:
{\displaystyle A{\frac {\partial v}{\partial t}}+B{\frac {\partial v}{\partial x}}=0}
Allora potrebbe essere possibile moltiplicare per la matrice inversa {\displaystyle A^{-1}} fintanto che il determinante della matrice {\displaystyle \mathbf {A} } non è zero.